# Hylodes sazimai

Hylodes sazimai é uma espécie de anfíbio  da família Hylodidae. Foi descoberta em 1995. Endêmica do Brasil, pode ser encontrada na Serra das Cabras no município de Campinas, no estado de São Paulo, e na Serra de Itatiaia, no município de Itatiaia, no estado do Rio de Janeiro.
Os seus habitats naturais são: florestas subtropicais ou tropicais húmidas de baixa altitude, regiões subtropicais ou tropicais húmidas de alta altitude e rios. Está ameaçada por perda de habitat.